# Beta (slovo)
Beta (grčki srednji rod: Βήτα; veliko slovo Β; malo slovo β) drugo je slovo grčkog alfabeta i ima brojčanu vrijednost 2. U starogrčkom se izgovaralo /b/, a u novogrčkom se naziva víta i izgovara kao /v/.
Osim grčkog slova, beta predstavlja različite veličine u matematici i fizici, primjerice:
- beta-čestice;
- u termodinamici, statističku mjeru inverzne temperature: β = d ln Ω / dE;
- brzinu u odnosu na brzinu svjetlosti, u posebnoj teoriji relativnosti.
- često se koristi kao oznaka različitih kutova u matematici;

Slovo beta vuče podrijetlo od slova bet iz feničkog pisma:
| Egipatski hijeroglif | Proto-semitsko B | Feničko bet | Grčko beta |
| egipatski hijeroglif | prasemitsko B    | feničko bet | grčko beta |

Standardi Unicode i HTML ovako predstavljaju slovo grčko slovo beta (varijacija se koristi u sredini riječi):
|                           | Unikod | Unikod                    | HTML     | HTML   | izgled ovisi o pregledniku | poveznice (engl.)                |
| k. točka                  | naziv  | kod                       | entitet  |        | izgled ovisi o pregledniku | poveznice (engl.)                |
| ------------------------- | ------ | ------------------------- | -------- | ------ | -------------------------- | -------------------------------- |
| Veliko slovo Β            | U+0392 | GREEK CAPITAL LETTER BETA | &#x0392; | &Beta; | Β                          | detaljni podaci test preglednika |
| Malo slovo β              | U+03B2 | GREEK SMALL LETTER BETA   | &#x03B2; | &beta; | β                          | detaljni podaci test preglednika |
| Malo slovo ϐ (varijacija) | U+03D0 | GREEK BETA SYMBOL         | &#x03D0; | nema   | ϐ                          | detaljni podaci test preglednika |